# Schlacht um Kalyan
Die Schlacht um Kalyan wurde von 1682 bis 1683 zwischen dem Mogulreich und Maratha geführt. Die Mogulen unter der Führung von General Bahadur Khan besiegten die Marathen und nahmen Kalyan ein. Die Marathen starteten einen Gegenangriff, der jedoch von den Moguln abgewehrt werden konnte.